# Compromisso de ajustamento
Compromisso de ajustamento é o título executivo extrajudicial, tomado por um dos legitimados públicos para a ação civil pública, por meio do qual o causador de danos a interesses difusos, interesses coletivos ou interesses individuais homogêneos assume o compromisso de ajustar sua conduta às exigências da lei, mediante sanções.
É muito usado na defesa do meio ambiente, do consumidor, de processos licitatórios do patrimônio cultural e outros interesses transindividuais.

## Brasil
O compromisso de ajustamento de conduta, também conhecido como Termo de Ajustamento de Conduta ou Termo de Ajuste de Conduta (TAC), foi criado pelo art. 211 do Estatuto da Criança e do Adolescente - ECA (Lei n. 8.069/90) e pelo art. 113 do Código de Defesa do Consumidor - CDC (Lei n. 8.078/90). Está hoje consagrado no art. 5º, § 6º, da Lei da Ação Civil Pública (Lei n. 7.347/85, com as alterações da Lei n. 8.078/90). Por meio dele, um órgão público legitimado à ação civil pública promove esta ação face ao causador do dano, assim representando interesses difusos, interesses coletivos ou interesses individuais homogêneos, com o compromisso de adequar a conduta do causador às exigências da lei, mediante cominações que têm o caráter de título executivo.
A ação promovida pelo termo de ajuste de conduta também tem interesse de representação coletiva com a finalidade de se evitar várias ações individuais, de forma a desonerar o poder público por reiteradas ações na justiça provenientes de uma mesma causa de pedir sobre um mesmo agente causador de dano.

### Vigência
Embora o Presidente da República tenha sancionado o art. 211 do ECA e tenha promulgado o art. 113 do CDC, ao mesmo tempo vetou o § 3º do art. 83 do CDC (que também cuidava do mesmo compromisso de ajustamento de conduta na defesa do consumidor). Assim, alguns autores, como Theotonio Negrão (Código de Processo Civil e legislação processual em vigor, 25ª ed. São Paulo, Malheiros, 1994), passaram a entender que teria havido veto ao compromisso de ajustamento no art. 113 do CDC, porque as razões do veto mencionavam a intenção expressa do Chefe do Executivo em vetar tal dispositivo. Entretanto, não obstante tivesse mesmo havido a intenção de vetar o art. 113, a verdade é que o art. 113 do CDC constou da parte promulgada da Lei n. 8.078/90. Por essa razão, a doutrina predominante e a jurisprudência têm entendido que o compromisso de ajustamento de conduta está em plena vigor (Rec. Especial n. 213.947-MG, Rec. Especial n. 222.582-MG, Rec. Especial n. 418.395-MA etc., todos do Superior Tribunal de Justiça). Assim, é ele usado diariamente em milhares de comarcas no País, com grande proveito para a defesa do meio ambiente, do consumidor, de crianças e adolescentes, de idosos, de pessoas discriminadas e de outros interesses transindividuais (difusos, coletivos ou individuais homogêneos).

### Quem pode tomar
Segundo a lei, o TAC pode ser tomado por qualquer órgão público legitimado à ação civil pública, como o Ministério Público, a Defensoria Pública, a União, os Estados-membros, os Municípios, o Distrito Federal, as autarquias, as fundações públicas (Lei n. 7.347/85, art. 5º; CDC, art. 82).
Em relação à União, suas autarquias e fundações, vigora ainda o art. 4-A da Lei nº 9.469/97, abaixo transcrito:
Art. 4º-A O termo de ajustamento de conduta, para prevenir ou terminar litígios, nas hipóteses que envolvam interesse público da União, suas autarquias e fundações, firmado pela Advocacia-Geral da União, deverá conter: (Incluído pela Lei nº 12.249, de 2010)
I - a descrição das obrigações assumidas; (Incluído pela Lei nº 12.249, de 2010)
II - o prazo e o modo para o cumprimento das obrigações; (Incluído pela Lei nº 12.249, de 2010)
III - a forma de fiscalização da sua observância; (Incluído pela Lei nº 12.249, de 2010)
IV - os fundamentos de fato e de direito; e (Incluído pela Lei nº 12.249, de 2010)
V - a previsão de multa ou de sanção administrativa, no caso de seu descumprimento. (Incluído pela Lei nº 12.249, de 2010)
Parágrafo único. A Advocacia-Geral da União poderá solicitar aos órgãos e entidades públicas federais manifestação sobre a viabilidade técnica, operacional e financeira das obrigações a serem assumidas em termo de ajustamento de conduta, cabendo ao Advogado Geral da União a decisão final quanto à sua celebração. (Incluído pela Lei nº 12.249, de 2010)'
Quanto ao Ministério Público, normalmente ele toma os compromissos de ajustamento de conduta dentro dos autos do inquérito civil.
O compromisso de ajustamento de conduta só pode ser tomado pelos órgãos públicos legitimados à ação civil pública; assim, não pode ser tomado pelas associações civis, que são entidades privadas, embora também legitimadas à propositura da ação civil pública. No tocante às empresas públicas e sociedades de economia mista, uma parte da doutrina entende que, se elas atuarem no âmbito concorrencial privado, não poderão firmar TAC; entretanto, caso exerçam função pública, podem tomar o termo. Para uma parte da jurisprudência, as sociedades de economia mista poderão firmar TAC, desde que trate de ato inerente à sua função, pois considera-se que essas sociedades prestam relevantes atos ao Estado.

### Natureza jurídica
O TAC é um título executivo extrajudicial e, portanto, pode ser objeto de protesto e execução judicial, em caso de descumprimento das obrigações nele contidas.
A lei proíbe, porém, a celebração de acordos em ações de improbidade administrativa (Lei n. 8.429/92, art. 17, § 1º - Lei de Improbidade Administrativa). Embora majoritariamente se entenda que a proibição se estende à fase pré processual (inquéritos civis por ato de improbidade), vem ganhando força o entendimento de que o Ministério Público pode tomar o compromisso do agente ímprobo em ressarcir os danos causados, a pagar multa  e inclusive outras sanções que possam ser negociadas, evitando assim a propositura de ação de improbidade administrativa, geralmente custosa. Tese em favor do TAC na fase pré-processual foi aprovada no XXI Congresso Nacional do Ministério Público, em 2015, no Rio de Janeiro. O §1º do art. 17, aliás, chegou a ser revogado pela MP nº 703/2015, que, todavia, perdeu a vigência sem ser convertida em lei, repristinando o §1º em sua redação original.